# دمية (بابويي)
دمية (بالفارسية: دمیه) هي قرية تقع في إيران في قسم بابويي الريفي. يقدر عدد سكانها بـ 68 نسمة بحسب إحصاء 2016.